# HALNOTE
HALNOTE（ハルノート） はHAL研究所が開発・発売した、GUIによるユーザーインターフェース次元のオペレーティングシステムとオフィススイートを組み合わせたMSX用統合ソフトウェア。
TVへの出力を基本とした低解像度や、漢字ROMが標準搭載されず、周辺機器もマウスなどすべて高額な別売であったため、ビジネス用途としてはあまり用いられていなかった8bitのホビーパソコンであるMSX2をMacintoshにするというコンセプトで、8bitマシンにしては先進的なGUI操作を基本とし、様々な機能が実装された。これらの機能構築により、後にMSXturboRに進化版がMSX Viewとして標準搭載された。

## 概要
当時26歳でHAL研究所開発部長であった岩田聡とシステム開発グループリーダーであった金田がアメリカのコンピュータショップで出会ったMacintoshの衝撃が開発の契機となった。当時既に「EDDYII」という統合ソフトの開発を進めており、1986年末にはプロトタイプがほぼ出来上がっていたが、Macintoshに対抗し得る統合ソフトウェア環境に相応しいものとするために一から開発し直すこととなった。100万円近い高級PCであるMacintoshの機能を僅か数万円のMSXで実現するために開発は難航したが、1987年に完成し販売された。

## 構成
- GUI環境『HALバインダ』（一般名詞として『デスクトップ』とも）
- 日本語ワードプロセッサ - まだ単漢字変換ワープロが残っていた時代に、エルゴソフトが開発したEGBRIDGEベースの連文節変換とROMに搭載された6万語の辞書により効率的な漢字変換を実現していた。
- ドローソフト『図形プロセッサ』
- デスクアクセサリ（カレンダー・メモ用紙・電話帳・時計・ユーティリティなど）

以上の基本コンポーネントの他、オプション、サードパーティ製として以下のようなソフトウェアが販売された。
- GCALC - 表計算
- GCARD - カードデータベース
- Gterm - 図形通信
- 直子の代筆 - HALNOTE上で各種文例を自動作成する。
- HALNOTEツールコレクション - 開発・販売ASCII。書籍一体型。

公式の紙媒体として『HALNOTEプレス』、ユーザ向け会報『LAB LETTER』がディスクマガジンとして発刊された。

## 周辺機器
- COBAUSE（ニュートラックボール コボウズ）[4] - HALNOTE ポインティングデバイス
- HALSCAN - ハンディスキャナ
- HALFAX - ファクシミリ[5]

HALNOTEプレスなどで特集されたものの、実際には販売されなかった製品を含む。